# 이미경 (1950년)

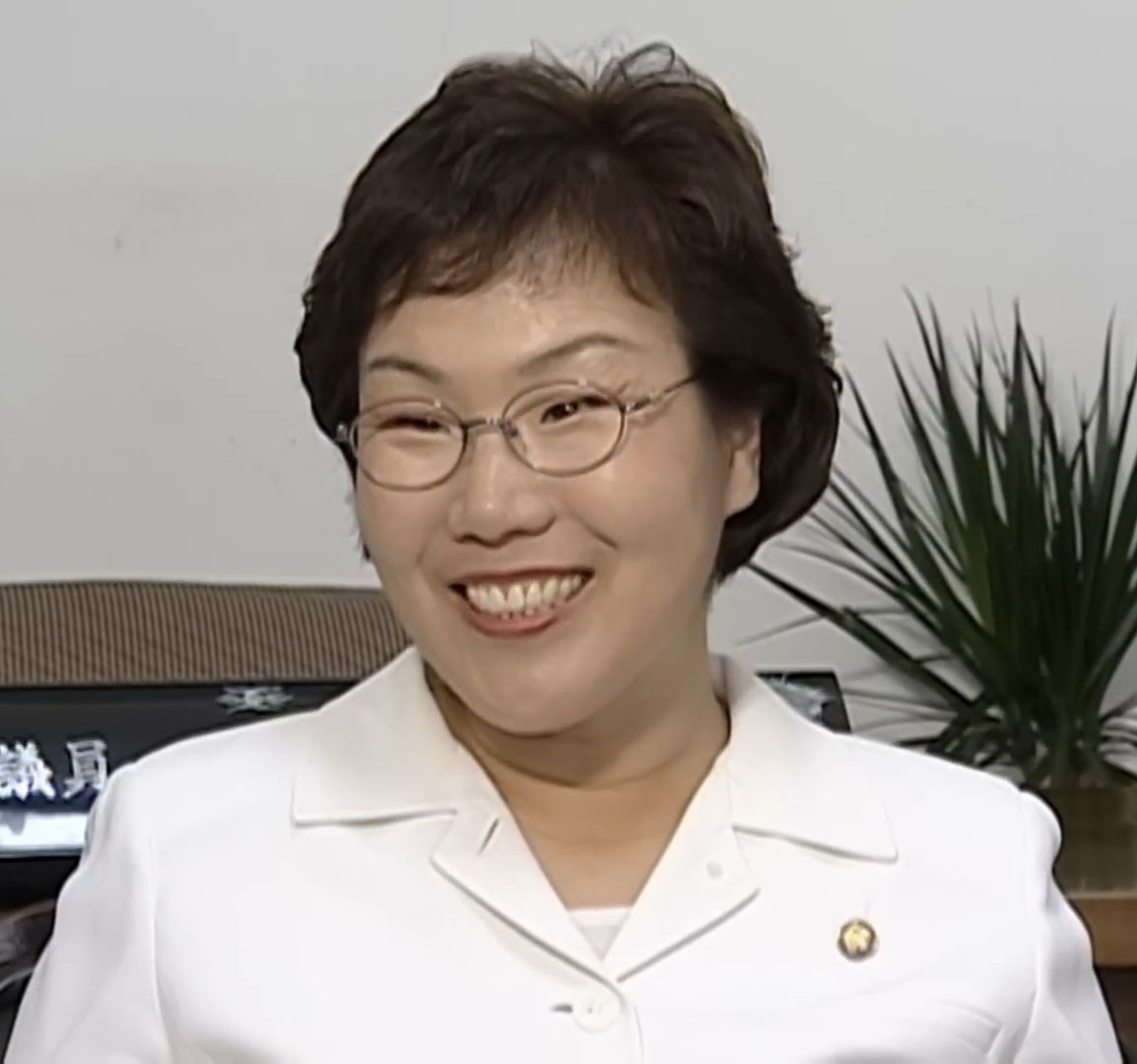
2002년 8월 20일에 방영된 MBC 《PD수첩》 인터뷰에 출연한 이미경 국회의원

이미경(李美卿, 1950년 9월 20일~)은 대한민국 제15·16·17·18·19대 국회의원을 지낸 정치인이다. 제12대 한국국제협력단(KOICA) 이사장이다.
민주화 운동가, 여성 운동가로 활동하다가 1996년 15대 총선에서 민주당 비례대표에 당선되어 정계에 입문했다. 1997년 말에 민주당이 신한국당과 합당하면서 한나라당 소속이 되었으나, 1999년 5월 노동법 개정과 9월 동티모르 파병 동의안에 대해 당론을 어기고 찬성표를 던지는 등, 개혁 성향에 따른 소신을 굽히지 않았다. 이로 인해 1999년 10월 한나라당에서 제명되어 무소속이 되었다가 2000년 초 새천년민주당에 입당하여 비례대표 8번을 배정받아 당선되었다.
이후 2003년 열린우리당 창당에 참여하면서 새천년민주당을 탈당, 의원직을 상실했으나 2004년 17대 총선에서 서울 은평구 갑에 출마해 당선되어 3선 의원이 됨과 동시에 처음으로 지역구 의원이 되었다. 통합민주당 소속으로 출마한 2008년 18대 총선에서도 당선되었다. 변호사 조영래의 처제이다.

## 학력
- 1963년 수성국민학교 졸업
- 1966년 경남여자중학교 졸업
- 1969년 이화여자고등학교 졸업
- 1973년 이화여자대학교 영어영문학 학사
- 1976년 이화여자대학교 대학원 정치외교학 석사

## 경력
- 1983년 한국기독교사회문제연구원 연구원
- 1987년 한국여성민우회 부회장
- 1987년 한국여성단체연합 상임부회장
- 1990년 한국정신대문제대책협의회 홍보위원장
- 1993년 한국여성단체연합 공동대표(한명숙, 이영순과 함께 역임)
- 1994년 제4차 유엔 세계여성회의를 위한 한국위원회 공동대표
- 1996년 4월 11일: 대한민국 제15대 국회의원 선거 당선(전국구, 통합민주당, 초선)
- 2000년 4월 13일: 대한민국 제16대 국회의원 선거 당선(비례대표, 새천년민주당, 재선)
- 2004년 4월 15일: 대한민국 제17대 국회의원 선거 당선(서울 은평구 갑, 열린우리당, 3선)
- 2008년 4월 9일: 대한민국 제18대 국회의원 선거 당선(서울 은평구 갑, 통합민주당, 4선)
- 2012년 4월 11일: 대한민국 제19대 국회의원 선거 당선(서울 은평구 갑, 민주통합당, 5선)
- 2017년~2020년 11월: 제12대 한국국제협력단 이사장
- 2023년 3월~ 대한민국헌정회 부회장(여성)
- 2023년~ 더불어민주당 일반고문
- 재단법인 같이가는길 이사
- 민주평화통일자문회의 서울부의장

## 의정 활동
- 1996년 5월 30일~2000년 5월 29일: 민주당 소속, 제15대 국회의원(전국구, 통합민주당→한나라당→무소속→새천년민주당, 초선)
- 2000년: 새천년민주당 제16대총선기획단 유세위원장
- 2000년: 새천년민주당 소속, 제16대 국회의원(비례대표, 새천년민주당, 재선)
- 2000년: 새천년민주당 제4정책조정위원장
- 2001년: 새천년민주당 제3정책조정위원장
- 2002년: 새천년민주당 선거대책위원회 공동대변인
- 2003년: 열린우리당 조직위원장
- 2004년: 열린우리당 상임중앙위원
- 2004년: 열린우리당 외부인사영입위원장
- 2004년: 열린우리당 새정치운동본부장
- 2004년 5월 30일~2008년 5월 29일: 열린우리당 소속, 제17대 국회의원(서울 은평구 갑, 열린우리당→대통합민주신당→통합민주당, 3선)
- 2004년: 국회 문화관광위원회 위원장
- 2004년: 국민통합실천위원회 위원장
- 2005년: 열린우리당 상임중앙위원
- 2008년 5월 30일~2012년 5월 29일: 민주당 소속, 제18대 국회의원(서울 은평구 갑, 통합민주당→민주당→민주통합당, 4선)/외교통상통일위원회 위원
- 2008년~2010년: 민주당 사무총장
- 2012년 5월 30일~2016년 5월 29일: 민주통합당 소속, 제19대 국회의원(서울 은평구 갑, 민주통합당→민주당→새정치민주연합→더불어민주당, 5선)
- 2017년 4월~2017년 5월: 제19대 대통령 선거 더불어민주당 문재인 대통령 후보 공동선대본부장[1][2]

## 가족
- 배우자: 이창식
- 자녀: 2녀
- 언니: 이옥경

## 역대 선거 결과
|  | 11.20% |

|  | 35.90% |

|  | 51.78% |

|  | 45.82% |

|  | 49.05% |

## 소속 정당
| 소속 정당 | 소속 정당      | 소속 기간 | 비고                |
| --------- | -------------- | --------- | ------------------- |
|           | 통합민주당     | 1996      | 정계 입문           |
|           | 민주당         | 1996~1997 | 당명 변경           |
|           | 한나라당       | 1997~1999 | 합당                |
|           | 무소속         | 1999~2000 | 제명                |
|           | 새천년민주당   | 2000~2003 | 입당                |
|           | 무소속         | 2003      | 탈당                |
|           | 열린우리당     | 2003~2007 | 창당                |
|           | 대통합민주신당 | 2007~2008 | 합당                |
|           | 통합민주당     | 2008      | 합당                |
|           | 민주당         | 2008~2011 | 당명 변경           |
|           | 민주통합당     | 2011~2013 | 합당                |
|           | 민주당         | 2013~2014 | 당명 변경           |
|           | 새정치민주연합 | 2014~2015 | 합당                |
|           | 더불어민주당   | 2015~현재 | 당명 변경 정계 은퇴 |

## 같이 보기
- 대한민국 제15대 국회의원 선거 통합민주당 후보 목록#전국구
- 대한민국 제16대 국회의원 선거 새천년민주당 후보 목록#비례대표
- 은평구 갑
- 서울 은평구의 국회의원